# 拉利德勒峰

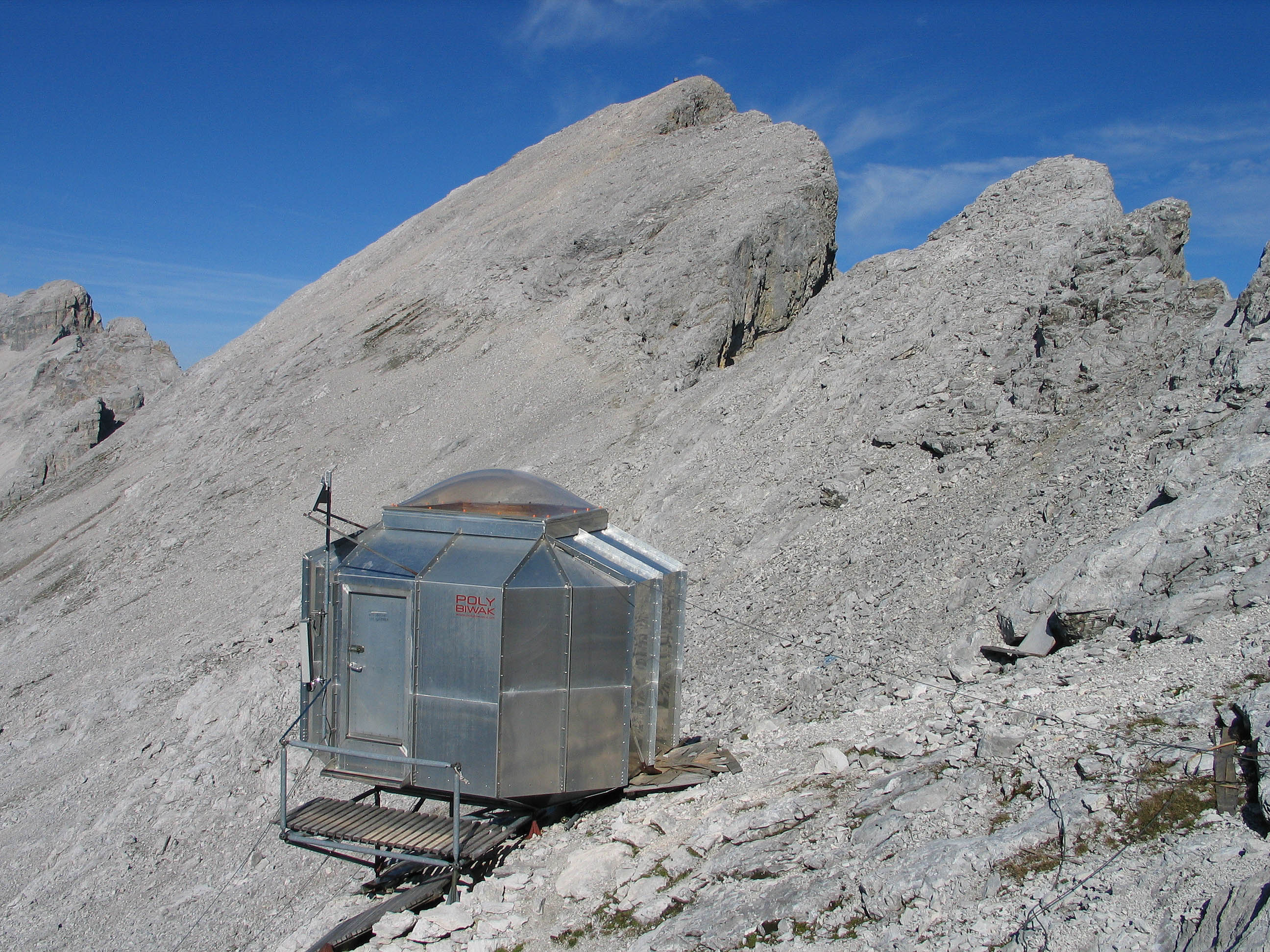

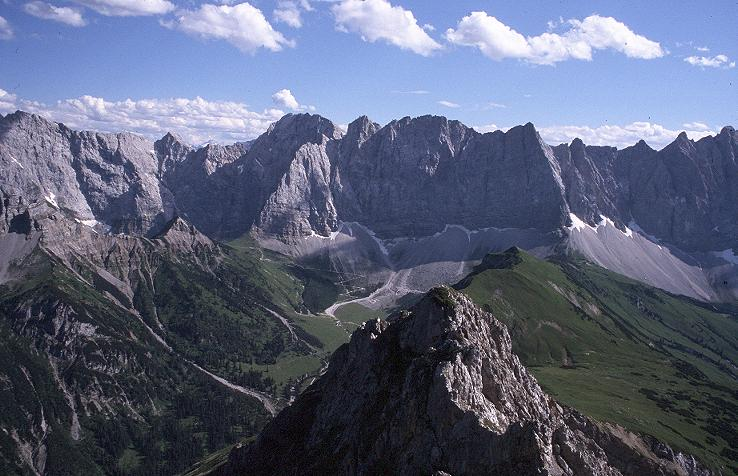

47°23′29″N 11°30′1″E / 47.39139°N 11.50028°E
拉利德勒峰（德語：Laliderer Spitze），是奧地利的山峰，位於該國西部，由蒂羅爾州負責管轄，屬於卡爾文德爾山脈的一部分，海拔高度2,588米，每年平均降雨量1,806毫米，人類在1870年8月16日首次登頂。